# NOAA-4
NOAA-4 é um satélite artificial norte-americano desenvolvido pela NASA em conjunto com a NOAA com o objetivo de ajudar nas pesquisas atmosféricas. O NOAA-4 fez parte de uma série de satélites desenvolvidos pelas duas agências na década de 1970. O NOAA-4 foi lançado graças a um foguete Delta em 15 de novembro de 1974 e permaneceu em operação até 18 de novembro de 1978